# Symmachia pardalia
Symmachia pardalia is een vlindersoort uit de familie van de prachtvlinders (Riodinidae), onderfamilie Riodininae.
Symmachia pardalia werd in 1924 beschreven door Stichel.